# Gurgel Motofour
O Motofour foi um automóvel protótipo feito pela Gurgel. Construído sobre um chassi do Delta, o carro lembrava o Motomachine. O Motofour não tinha capota, para-brisa, portas ou qualquer outra proteção lateral. Utilizava motor boxer, 2 cilindros, com 792 cm³ (o mesmo que equipava o BR-800 e Supermini).